# LOL (آلبوم بیس‌هانتر)
LOL <(^^,)> سومین آلبوم خواننده و رقاص سوئدی باس‌هانتر است. این آلبوم در ۱ سپتامبر ۲۰۰۶ منتشر شد. یک نسخه دیگر که نسخه بین‌المللی بود برای کریسمس در ۲۲ دسامبر ۲۰۰۶ منتشر شد.